# XXY
XXY es una película argentina dramática de 2007 escrita y dirigida por Lucía Puenzo y protagonizada por Ricardo Darín, Valeria Bertuccelli, Martín Piroyansky e Inés Efron. Trata la historia de una persona intersexual de 15 años que junto con sus padres huye a una pequeña villa frente al mar para evitar ser rechazada por la sociedad y aprender a aceptar su condición. Fue estrenada el 14 de junio de 2007. La película está basada en un cuento de Sergio Bizzio, "Cinismo". 
XXY ha recibido una extensa aclamación de la crítica, ganando el Gran Premio de la semana de la crítica del Festival de Cannes en 2007 y el premio Goya a la mejor película extranjera de habla hispana el mismo año, además de haber sido nominada por la Asociación de Cronistas Cinematográficos de la Argentina a 8 premios Cóndor de Plata. 
Su título es una referencia al síndrome de Klinefelter, también conocido como síndrome XXY, condición en la que esas personas tienen un cromosoma sexual más de lo que es habitual. Dicho título ha sido catalogado por la Unitask, una organización italiana para personas con el síndrome de Klinefelter, como confuso debido a que según dicen "los hombres con este síndrome no tienen rasgos físicos femeninos y el protagonista de la película sí". El síndrome de Klinefelter se diagnostica en la mayoría de casos en la edad adulta cuando el afectado se hace estudio de fertilidad por no poder tener hijos.

## Argumento
Álex (Inés Efron) es una adolescente intersexual que creció viviendo como mujer, usando medicinas que suprimían sus rasgos masculinos y evitaban la reducción del tamaño de sus pechos. Poco tiempo después de nacer, Kraken (Ricardo Darín) y Suli (Valeria Bertuccelli), sus padres, decidieron dejar Buenos Aires e instalarse en una cabaña aislada del mundo, situada a orillas de la costa uruguaya para que creciera sin los prejuicios del entorno, protegida y feliz. Y de este modo al alcanzar la pubertad pudieran elegir juntos el camino a seguir. 
Un día los padres de Alex reciben a una pareja de amigos, Ramiro (Germán Palacios) y Erika (Carolina Peleritti), que vienen desde Buenos Aires con su hijo Álvaro (Martín Piroyansky). Kraken desconocía en un principio que el propósito de la visita era discutir las posibilidades de una operación con Ramiro, quien es un prestigioso cirujano profundamente interesado en el caso de Alex.
En el mismo momento en que se conocen, Álex le propone a Álvaro (el cual no conocía su condición) que tenga sexo con ella, pero él se niega. Luego de un insistente coqueteo de Álex hacía Álvaro, este accede y en la relación Álvaro es penetrado sorpresivamente por Álex, en ese momento son vistos por Kraken, quien comenta lo sucedido a su esposa. Preocupado por el comportamiento de su hija, busca la ayuda de otra persona intersexual que se había hecho la operación de cambio de sexo para ser hombre con el fin de preguntarle si fue un error haber criado a Álex como mujer y para pedir consejo de que debía hacer ahora. Siguiendo su recomendación resuelve dejar que la propia Álex sea quien tome una decisión. Por su lado Álvaro, confundido respecto a su sexualidad y a sus sentimientos, indaga hasta finalmente entender con certeza la condición de Álex y trata de acercársele, pero Álex por otro lado intenta alejarse de él.
Días después, Álex está caminando por la playa y tres chicos del pueblo, que sabían su secreto ya que el mejor amigo de Álex, Vando (Luciano Nóbile), se lo había contado tras pelearse con ella (al parecer por el shock que le causa la revelación), forzadamente le bajan los pantalones para ver sus genitales e intentan abusar sexualmente de ella, cuando llega Vando en ese momento y lo impide. El padre de Álex se da cuenta de que denunciar esto a la policía significaría que todos en el pueblo se enterasen de su condición. Sin embargo Álex decide hacerlo de todas formas afirmando que no le importa. Kraken le asegura que elija lo que elija ellos la van a apoyar, a lo que Álex responde: "¿Y si no hay nada que elegir?"
Finalmente los huéspedes regresan a Buenos Aires y durante su despedida Álvaro le dice a Alex que la ama, a lo cual
Álex responde: "¿A mí? Lo que a vos te gusta es esto (haciendo un gesto indicando su entrepierna)".

## Reparto
- Ricardo Darín ... Kraken
- Inés Efron ... Álex
- Martín Piroyansky ... Álvaro
- Germán Palacios ... Ramiro
- Valeria Bertuccelli ... Suli
- Carolina Peleritti ... Erika
- Luciano Nóbile ... Vando
- César Troncoso ... Washington
- Jean Pierre Reguerraz ... Esteban
- Ailín Salas ... Roberta
- Lucas Escariz ... Saúl
- Fernando Sierra ... Kay

## Recepción
La película recibió en general críticas positivas que destacaron la decisión de la directora de contar la historia de manera realista y su intención de invitar a la reflexión.
Jean-Christophe Berjon, Delegado General de la Semana Internacional de la Crítica dijo "XXY habla de cada uno de nosotros, de nuestra búsqueda individual y constante de una identidad. Lucía Puenzo cuenta la complejidad del pasaje a la edad adulta con dignidad, emoción y gravedad”. El periodista Gérard Lefort del periódico francés Liberation escribió "Un relato impresionante, pleno de pudor y dignidad, que cuestiona las reglas y el orden moral de la vida" mientras que Jonathan Holland de la revista americana Variety publicó "El sutil tratamiento de un tema osado eleva a XXY a un nivel memorable. En este debut de Lucía Puenzo los logros están a la altura de sus aspiraciones".

## Premios

### Nominaciones
| Año  | País       | Otorgador                                                | Premios |
| ---- | ---------- | -------------------------------------------------------- | --- |
| 2007 | Eslovaquia | Festival Internacional de Cine de Bratislava             | Grand Prix Lucía Puenzo |
| 2007 | Brasil     | Festival Internacional de Cine de San Pablo              | International Jury Award Lucía Puenzo |
| 2008 | Argentina  | Asociación de Cronistas Cinematográficos de la Argentina | Cóndor de Plata: Mejor Director, Lucía Puenzo Mejor Dirección de Arte, Roberto Samuelle Mejor Fotografía, Natasha Braier Mejor Música, Andrés Goldstein Daniel Tarrab Mejor Sonido, Fernando Soldevila |
| 2008 | Colombia   | Festival Internacional de Cine de Cartagena              | India Catalina de Oro Mejor película |

### Ganados
| Año  | País           | Otorgador                                                | Premios |
| ---- | -------------- | -------------------------------------------------------- | --- |
| 2007 | Francia        | Festival de Cannes                                       | Critics Week Grand Prize Lucía PuenzoGrand Golden Rail Lucía Puenzo                                                                          |
| 2007 | Argentina      | Premios Clarín                                           | Mejor Película Mejor Ópera Prima Mejor Actriz, Inés Efron Mejor Revelación Femenina, Inés Efron Mejor Actriz de reparto, Valeria Bertuccelli |
| 2007 | Grecia         | Festival Internacional de Cine de Atenas                 | Atenea de Oro Lucía Puenzo |
| 2007 | Tailandia      | Festival Internacional de Cine de Bangkok                | Golden Kinnaree Award Mejor Película |
| 2007 | España         | Premios Goya                                             | Goya Mejor película extranjera de habla hispana, Lucía Puenzo                                                                                |
| 2007 | Reino Unido    | Festival Internacional de Cine de Edimburgo              | New Director's Award Lucía Puenzo |
| 2007 | Canadá         | Festival del Nuevo Cine de Montreal                      | Quebec Film Critics Award Lucía Puenzo |
| 2008 | Argentina      | Asociación de Cronistas Cinematográficos de la Argentina | Cóndor de Plata: Mejor Película Mejor Actriz Protagónica, Inés Efron Mejor Guion Adaptado, Lucía Puenzo                                      |
| 2008 | México         | Premios Ariel                                            | Golden Ariel Mejor Película Iberoamericana                                                                                                   |
| 2008 | Colombia       | Festival Internacional de Cine de Cartagena              | India Catalina de Oro Mejor Actriz, Inés Efron Mejor Ópera Prima, Lucía Puenzo                                                               |
| 2008 | Estados Unidos | San Francisco International Lesbian & Gay Film Festival  | Audience Award Mejor Ópera Prima |
| 2008 | Suiza          | Festival de Cine Gay y Lésbico Pink Apple                | Premio del Público Mejor Largometraje |
| 2008 | Bolivia        | Festival Iberoamericano de Cine de Santa Cruz            | Mejor Película, Lucía Puenzo Mejor Actriz, Inés Efron                                                                                        |